# Tamás Fejér
Tamás Fejér (* 29. Dezember 1920 in Pécs, Ungarn; † 4. September 2006) war ein ungarischer Filmregisseur.

## Leben
Fejér kam ohne eine entsprechende Ausbildung zum Film. Er eignete sich grundlegende Kenntnisse selbst an und drehte in den späten 1930er-Jahren einige Amateurkurzfilme. Im Jahr 1943 veröffentlichte er ein Buch über Filmtheorie.
Fejér war ab 1945 an verschiedenen Produktionen für Kino und Fernsehen beteiligt, wirkte bis 1955 als Regieassistent und übernahm schließlich ab dieser Zeit die Regie in Kurz- sowie Langfilmen. Er gab bei Regiedebüt 1959 mit Der Hund Bogancs und widmete sich in den folgenden Jahren zunehmend dem Kinder- und Jugendfilm. Im Jahr 1962 wurde er nach der Reorganisation des ungarischen Filmwesens Leiter des ungarischen Filmstudios II.
Sein Film Ernste Spiele aus dem Jahr 1980 war als Co-Produktion von Ungarn und der DDR sein einziges Werk, das nicht ausschließlich im eigenen Land produziert wurde. Neben der Filmarbeit war Fejér auch als Lehrbeauftragter an der Hochschule für Schauspiel und Film in Budapest tätig.

## Filmografie
- 1959: Der Hund Bogancs (Bogáncs)
- 1959: Liebe am Donnerstag (Szerelem csütörök)
- 1960: Stadt ohne Gesicht (Arcnélküli város)
- 1963: Im Villenviertel (Kertes házak utcája)
- 1963: Der Kapitän vom Tenkesberg (A tenkes kapitánya)
- 1964: Ungestörtes Glück (Miért rosszak a magyar filmek?)
- 1965: Kapitän Tenkes (A tenkes kapitánya) (TV-Serie)
- 1965: Gleichschritt, Herz und heitere Noten (Patyolat akció)
- 1966: Ein Mann kann sich alles erlauben (A férfi egézen más)
- 1967: Adossag
- 1969: Der wundersame Kaftan (Bezselö köntös)
- 1969: Die Fenster der Zeit (Az idö ablakai)
- 1971: Kazamatak tika (TV)
- 1972: Stehen bleiben, oder ich schieße! (Hekus lettem)
- 1976: Lausbuben in den Ferien (Ballagó idö)
- 1979: Der Schemel der Königstöchter (A királylány zsámolya)
- 1980: Ernste Spiele (Veszélyes játékok) – Koproduktion DDR/Ungarn
- 1981: Logos (TV)
- 1982: Csata a hóban (TV)
- 1985: Gyalogbéka (TV-Miniserie)
- 1988: Hechte im Karpfenteich (Csere Rudi)

## Auszeichnungen
Für Im Villenviertel war Fejér 1963 auf den Internationalen Filmfestspielen von Cannes für die Palme d’Or nominiert. Auf der Hungarian Film Week erhielt Fejér im Jahr 2000 den Preis für sein Lebenswerk.